# Thyasira inflata
Thyasira inflata is een tweekleppigensoort uit de familie van de Thyasiridae. De wetenschappelijke naam van de soort is voor het eerst geldig gepubliceerd in 1991 door Payne & Allen.